# Commonwealth Bank of Australia
Commonwealth Bank of Australia ([ˈkɔmənwelθ bæŋk əv ɔːsˈtreɪljə]; Австралийский банк Содружества) — крупнейший австралийский финансовый конгломерат, осуществляющий деятельность в Австралии, Новой Зеландии, Фиджи, странах Азии, США и Великобритании. Входит в «большую четвёрку» банков Австралии, наряду с National Australia Bank, Australia and New Zealand Banking Group и Westpac. По состоянию на 2016 год является крупнейшей компанией на Австралийской бирже ценных бумаг.

## История
В октябре 1911 года Лейбористское правительство Эндрю Фишера внесло законопроект об учреждении Commonwealth Bank (Банка Содружества), который бы осуществлял все виды банковской деятельности, в том числе выполнял функции сберегательного банка. Он должен был быть под руководством одного человека, управляющего банком, назначаемого на семь лет, а капитал был собран путём выпуска облигаций. Законопроект был принят 22 декабря 1911 года, первое отделение было открыто 15 июля 1912 года в Мельбурне. Также, по соглашению с Почтой Австралии, банк предоставлял услуги через почтовые отделения. В 1912 году он объединился со Сберегательным банком Тасмании, а к 1913 году имел отделения во всех шести штатах Австралии. С 1914 года банк начал финансировать предприятия, торговлю, а также участие правительства в Первой мировой войне. В 1916 году головной офис переехал в Сидней.
В 1920 году Commonwealth Bank принял от казначейства функцию выпуска банкнот. В том же году был поглощён сберегательный банк Квинсленда.
В 1924 году в закон о Банке Содружества были внесены поправки — теперь его руководителем стал не управляющий, а совет директоров (директорат), состоящий, помимо управляющего и министра финансов, из финансовых магнатов.
В 1931 году к Commonwealth Bank были присоединены государственные сберегательные банки Нового Южного Уэльса и Западной Австралии. В 1945 году банк получил почти все функции центрального банка, после окончания Второй мировой войны способствовал быстрому развитию экономики, а также поддерживал программы иммиграции в Австралию.
В 1958-59 годах из-за противоречий, возникавших вследствие сочетания у Commonwealth Bank функций центрального банка и коммерческого, он был разделен. Функции центрального банка получил Резервный банк Австралии, а коммерческие операции стала выполнять Commonwealth Banking Corporation (CBC, Банковская корпорация Содружества), состоящая из Commonwealth Trading Bank of Australia (CTB, Торговый банк Содружества), Commonwealth Savings Bank of Australia (CSB, Сберегательный банк Содружества) и созданный в 1960 году Commonwealth Development Bank (CDB, Банк развития Содружества). Commonwealth Development Bank в 1974 году основал финансовую компанию CBFC, а также выпустил первую в Австралии кредитную карту, Bankcard. В 1988 году были основаны страховое (Commonwealth Life Ltd) и инвестиционное (Commonwealth Management Services Ltd.) дочерние общества.
В 1991 году был куплен State Bank of Victoria (Государственный банк штата Виктория). В том же году началась приватизация Commonwealth Bank. В 1991 году были проданы акции на сумму $1,292 млрд, в 1993 году — на сумму $1,7 млрд, а в 1996 году приватизация была завершена размещением акций на сумму $5 млрд. В июне 2000 года произошло слияние Commonwealth Bank и Colonial Limited, а также было завершено поглощение новозеландского банка ASB Bank. В 2008 году у британской группы компаний HBOS были куплены австралийский банк Bankwest и страховая компания St Andrew’s Insurances.
В 2018 году за $3,8 млрд компании AIA Group Limited был продан страховой бизнес в Австралии (CommInsure Life) и Новой Зеландии (Sovereign).

## Собственники и руководство
Рыночная капитализация на февраль 2016 года составляет около 120 млрд австралийских долларов ($87 млрд). У компании 800 тысяч акционеров, крупнейшие держатели акций на середину 2018 года:
- HSBC Custody Nominees (Australia) Limited — 21,07 %;
- J P Morgan Nominees Australia Limited — 12,98 %;
- Citicorp Nominees Pty Limited — 5,59 %;
- BlackRock Group — 5,00 %;
- National Nominees Limited — 3,25 %;
- BNP Paribas Noms Pty Ltd — 2,92 %[13].
- Кэтрин Ливингстоун (Catherine Livingstone) — председатель совета директоров с 2017 года, член совета директоров с 2016 года. Ранее была председателем правления Telstra Corporation Ltd и CSIRO.
- Мэтт Комин (Matt Comyn) — главный управляющий директор (CEO) с 9 апреля 2018 года, в банке с 1999 года (исключая период с 2010 по 2012 год, когда он возглавлял австралийскую дочернюю компанию по управлению активами Morgan Stanley)[14].

## Деятельность
Основные подразделения компании:
- Розничные банковские услуги (Retail Banking Services) — банковские услуги частным лицам и мелким предпринимателям; в 2019—20 финансовом году выручка составила A$11,2 млрд, активы — A$407 млрд.
- Банкинг для предприятий (Business and Private Banking) — банковские услуги предприятиям (в том числе сельскохозяйственным), а также состоятельным частным лицам; выручка — A$7,2 млрд, активы — A$197 млрд.
- Институциональный банкинг и рынки (Institutional Banking and Markets) — услуги корпорациям, финансовым институтам и правительствам; оборот — A$2,3 млрд, активы — A$171 млрд.
- Новая Зеландия (New Zealand) — банковские услуги в Новой Зеландии; оборот — A$2,3 млрд, активы — A$99 млрд.
- Международные финансовые услуги (IFS and Other Divisions) — финансовые и страховые услуги в Индонезии, Китае, Индии и Вьетнаме. Также включает корпоративный центр Commonwealth Bank; оборот — A$0,6 млрд, активы — A$138 млрд.

Банк обслуживает 16,1 млн клиентов через сеть из 967 отделений и 3542 банкомата, в нём работает 41 778 сотрудников, из них 40 500 в Австралии.
В структуре выручки в 2019—20 финансовом году из A$23,9 млрд A$18,6 млрд пришлось на чистый процентный доход, A$5 млрд на другие виды банковского дохода, A$173 млн доход от управления фондами и A$141 млн чистый доход от страховых услуг. В структуре активов большую часть занимают выданные кредиты (A$772 млрд из A$1 трлн); из пассивов A$702 млрд приходится на принятые депозиты.
Основным регионом деятельности является Австралия, на неё приходится 85 % выручки и 93 % активов. Commonwealth Bank of Australia имеет представительства в Новой Зеландии (Окленд), Южно-Африканской республике (Йоханнесбург), США (Нью-Йорк), КНР (Пекин, Шанхай, Шэньчжэнь), Гонконге, Индии (Мумбаи), Индонезии (Джакарта), Японии (Токио), Сингапуре, Вьетнаме (Ханой, Хошимин), Франции (Париж), Германии (Франкфурт), Мальте (Слима), Великобритании (Лондон, Эдинбург).
В списке крупнейших публичных компаний мира Forbes Global 2000 в 2015 году Commonwealth Bank занял 47-е место, в том числе 45-е по активам, 55-е по чистой прибыли, 62-е по рыночной капитализации и 239-е по обороту.
| Год                 | 2000  | 2001  | 2002  | 2003  | 2004  | 2005  | 2006  | 2007  | 2008  | 2009  | 2010  | 2011  | 2012  | 2013  | 2014  | 2015  | 2016  | 2017  | 2018  | 2019  | 2020  |
| ------------------- | ----- | ----- | ----- | ----- | ----- | ----- | ----- | ----- | ----- | ----- | ----- | ----- | ----- | ----- | ----- | ----- | ----- | ----- | ----- | ----- | ----- |
| Оборот              | 6,139 | 8,824 | 9,068 | 9,399 | 10,49 | 11,10 | 12,08 | 13,20 | 14,34 | 16,82 | 19,06 | 19,66 | 19,48 | 20,82 | 22,40 | 23,58 | 23,62 | 25,39 | 26,13 | 23,51 | 23,93 |
| Чистая прибыль      | 1,678 | 2,262 | 2,501 | 2,579 | 2,695 | 3,492 | 4,053 | 4,527 | 4,733 | 4,415 | 6,101 | 6,835 | 7,039 | 7,760 | 8,680 | 9,137 | 9,223 | 9,928 | 9,329 | 8,571 | 9,634 |
| Активы              | 218,3 | 230,4 | 249,6 | 265,1 | 306   | 337,4 | 369,1 | 440,2 | 487,6 | 620,4 | 646,3 | 667,9 | 718,8 | 753,9 | 791,5 | 873,4 | 970,6 | 976,3 | 975,2 | 976,5 | 1014  |
| Собственный капитал | 17,47 | 18,39 | 19,03 | 20,02 | 22,41 | 22,64 | 21,34 | 24,44 | 26,14 | 31,44 | 35,57 | 37,29 | 41,62 | 45,54 | 49,35 | 52,99 | 63,92 | 63,66 | 67,86 | 69,65 | 72,01 |

Примечание. Данные на 30 июня, когда в Австралии заканчивается финансовый год.
С 1981 по 2019 год банк являлся спонсором награды «Австралиец года».
|                                         | Активы, млрд A$ | Депозиты, млрд A$ | Собственные средства, A$ | Выручка, млрд A$ | Чистая прибыль, млрд A$ | Рыночная капитализация, млрд A$ | Сотрудников, тыс. чел. |
| --------------------------------------- | --------------- | ----------------- | ------------------------ | ---------------- | ----------------------- | ------------------------------- | ---------------------- |
| Australia and New Zealand Banking Group | 1042            | 682               | 61,3                     | 17,64            | 3,58                    | 79,3                            | 38,6                   |
| Commonwealth Bank of Australia          | 1014            | 702               | 72,01                    | 23,93            | 9,63                    | 177                             | 41,8                   |
| Westpac                                 | 912             | 591               | 68,07                    | 20,18            | 2,29                    | 93,6                            | 36,8                   |
| National Australia Bank                 | 867             | 546               | 61,29                    | 17,26            | 2,56                    | 86                              | 34,9                   |

## Штаб-квартира
С 2012 года штаб-квартира находится по адресу Ground Floor, Tower 1, 201 Sussex Street, Sydney NSW 2000 (Сидней).

## Основные дочерние общества
- Австралия

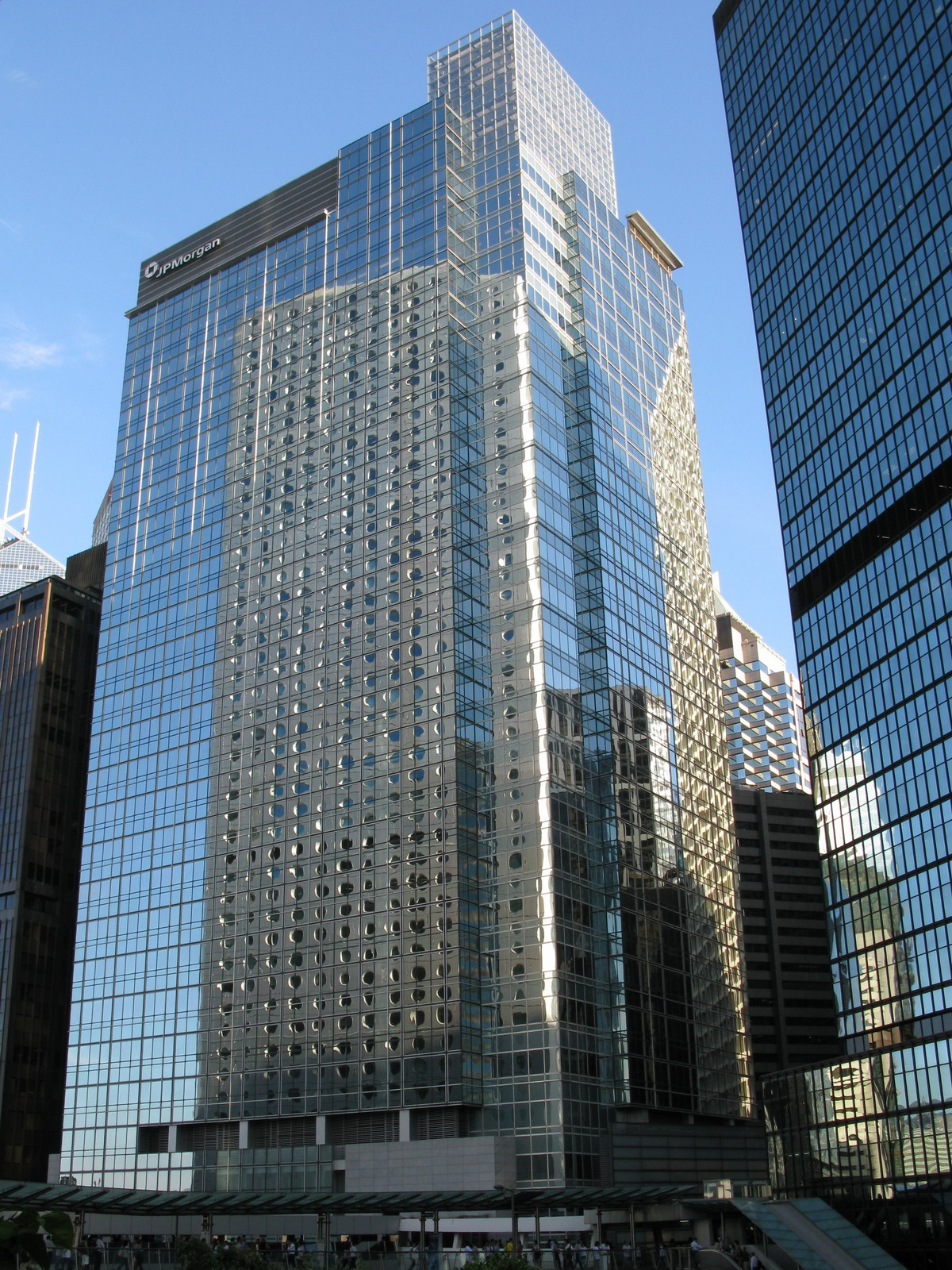
10,13/F,Чатер-хаус в Гонконге

  - банкинг: CBA Covered Bond Trust; Commonwealth Securities Limited; Medallion Trust Series; Residential Mortgage Group Pty Ltd;
  - страхование и управление фондами: Capital 121 Pty Limited; Colonial Holding Company Limited; Commonwealth Insurance Holdings Limited; Commonwealth Insurance Limited;
- Новая Зеландия: ASB Bank Limited; ASB Covered Bond Trust; ASB Finance Limited; ASB Holdings Limited; ASB Term Fund; Medallion NZ Series Trust;
- Мальта: CommBank Europe Limited;
- Индонезия: PT Bank Commonwealth (99 %); PT Commonwealth Life (80 %)